# Cimetière de la Chartreuse
Le cimetière de la Chartreuse est le plus ancien et le plus grand cimetière de la ville de Bordeaux.  

## Historique
D'une superficie de 25,7 hectares, il fut aménagé à la fin du XVIIIe siècle sur les anciens jardins du couvent des Chartreux. Le quartier était autrefois un marécage et en 1610, le cardinal-archevêque François de Sourdis a entrepris l’assèchement avec l’aide des Chartreux, pour lesquels il fait bâtir la chartreuse Notre-Dame-de Miséricorde dont il ne reste aujourd’hui que la porte à l’entrée du cimetière. On peut y découvrir une grande variété de monuments funéraires du XIXe siècle, dont plusieurs pyramides et de très grands caveaux.
Le 8 avril 1921 le cimetière a été classé au titre des monuments historiques.
Le monument aux morts de Bougie (aujourd'hui Béjaïa) d'Algérie française (ville jumelée à Bordeaux en 1956) y a été transféré vers 1968. Il est composé de vingt-quatre plaques en bronze et y figurent les morts des guerres de 1914-1918 et 1939-1945.

## Personnalités
À l’instar du cimetière du Père-Lachaise à Paris, plusieurs personnalités y furent inhumées. On peut citer : 
- Le maréchal de France Alphonse d'Ornano (Bastelica, 1548 - Paris, 21 janvier 1610), colonel au service du roi Henri II, ancien maire de Bordeaux de 1604 à 1610.
- Le peintre Francisco Goya (son corps repose aujourd’hui à Madrid en Espagne, un monument lui est dédié dans le cimetière)
- Le conventionnel Charles-François Delacroix (1741-1805, père du peintre Eugène Delacroix)
- Le général Élie Papin (1771-1825) et le cœur du général Moreau (1763-1813) (généraux sous la Révolution française)
- Les peintres Louis Cabié (1853-1939), Louis Dewis (1872-1946), Pierre Lacour (1745-1814), Maxime Lalanne (1827-1886)
- Les acteurs Ulysse Despeaux, Pierre Ligier (1796-1872), Marcel Tiber
- L'homme politique Gustave Curé (1799-1876), qui fut maire de Bordeaux (1848-1849).
- Les musiciens Charles Calendini, Germaine Bovie, Jacques Dejean (1919-2013).
- Les sculpteurs Amédée Jouandot (1833-1884) et Dominique Fortuné Maggesi (1801-1892).
- L'écrivaine Flora Tristan (1803-1844, femme de lettres et féministe, grand-mère du peintre Paul Gauguin).
- Le bienheureux Guillaume-Joseph Chaminade (1761-1850), fondateur des Marianistes.
- Léon Pallière (1787-1820), peintre néo-classique français.
- Alexandre-Étienne Simiot (1807-1879), journaliste et homme politique bordelais.
- Léo Drouyn (1816-1896), architecte, archéologue, peintre, dessinateur et graveur français.
- Ernest Godard (1826-1862), médecin et anthropologue français.
- Les médecins et professeurs Adolphe (1842-1899), Timothée (1850-1905), et Ferdinand Piéchaud (1890-1958).
- Aurélien Scholl (1833-1902), journaliste, auteur dramatique, chroniqueur et romancier.
- Jean-Fernand Audeguil (1887-1956), député de la Gironde de 1936 à 1941 puis de 1944 à 1956, il est maire de Bordeaux de 1944 à 1947.
- Noël Lacroix (1746-1813), prêtre réfractaire, supérieur de séminaire, chanoine de Bordeaux.
- Le journaliste et historien Maurice Ferrus (1876-1950), auteur d'une monographie sur le cimetière, en 1911.
- Le dessinateur et journaliste Jacques Le Tanneur (1887-1935).
- Félix Jaquemet (1915-1945), résistant français, Compagnon de la Libération.
- Henri Labit (1920-1942), résistant français, Compagnon de la Libération.
- Eugène Vergez (1846-1925), peintre et illustrateur français.

Ce site est desservi par la ligne A du tramway de Bordeaux : stations Gaviniès, Hôtel de Police et Saint-Bruno-Hôtel de Région

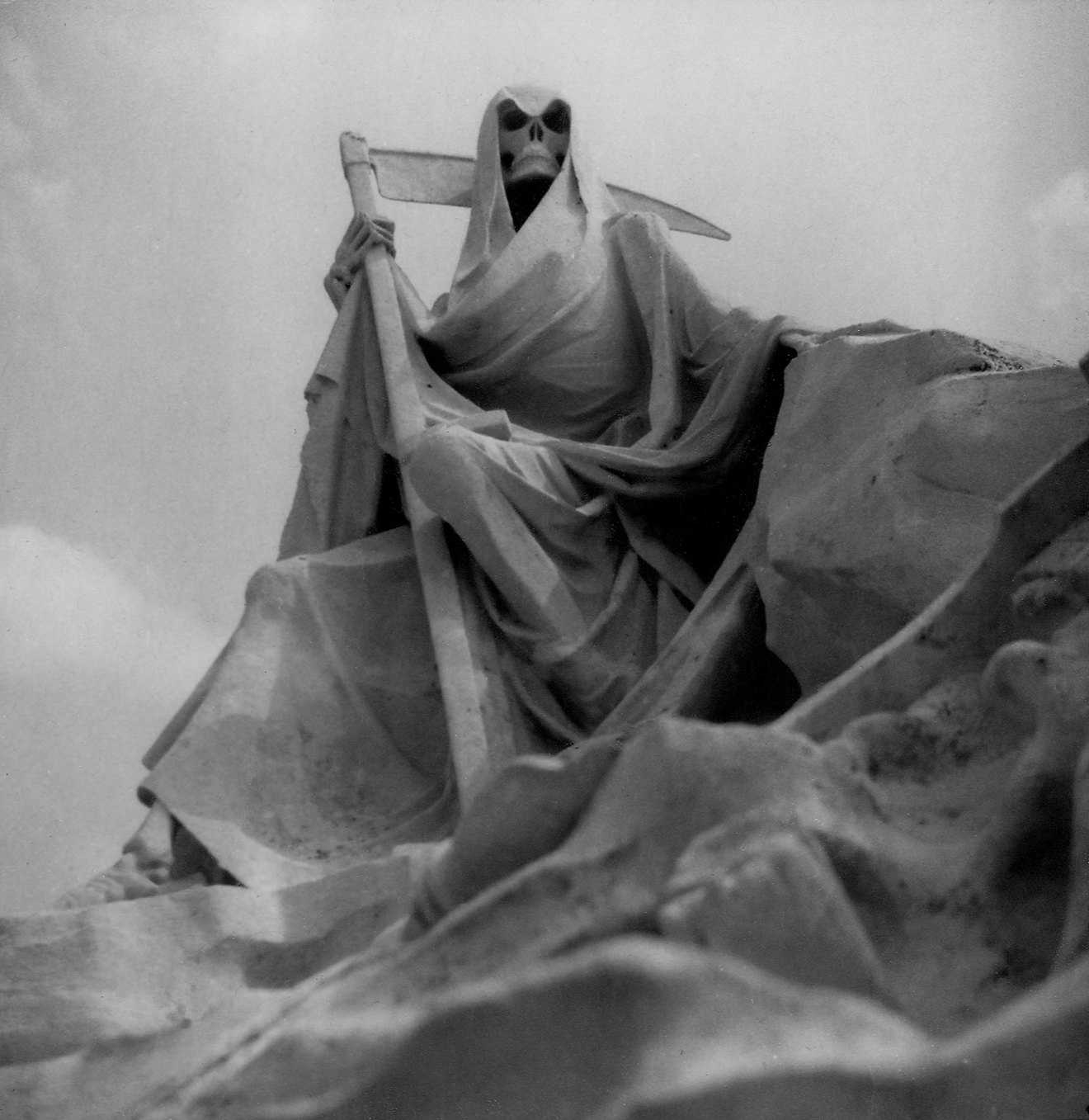
Sépulture Catherineau.
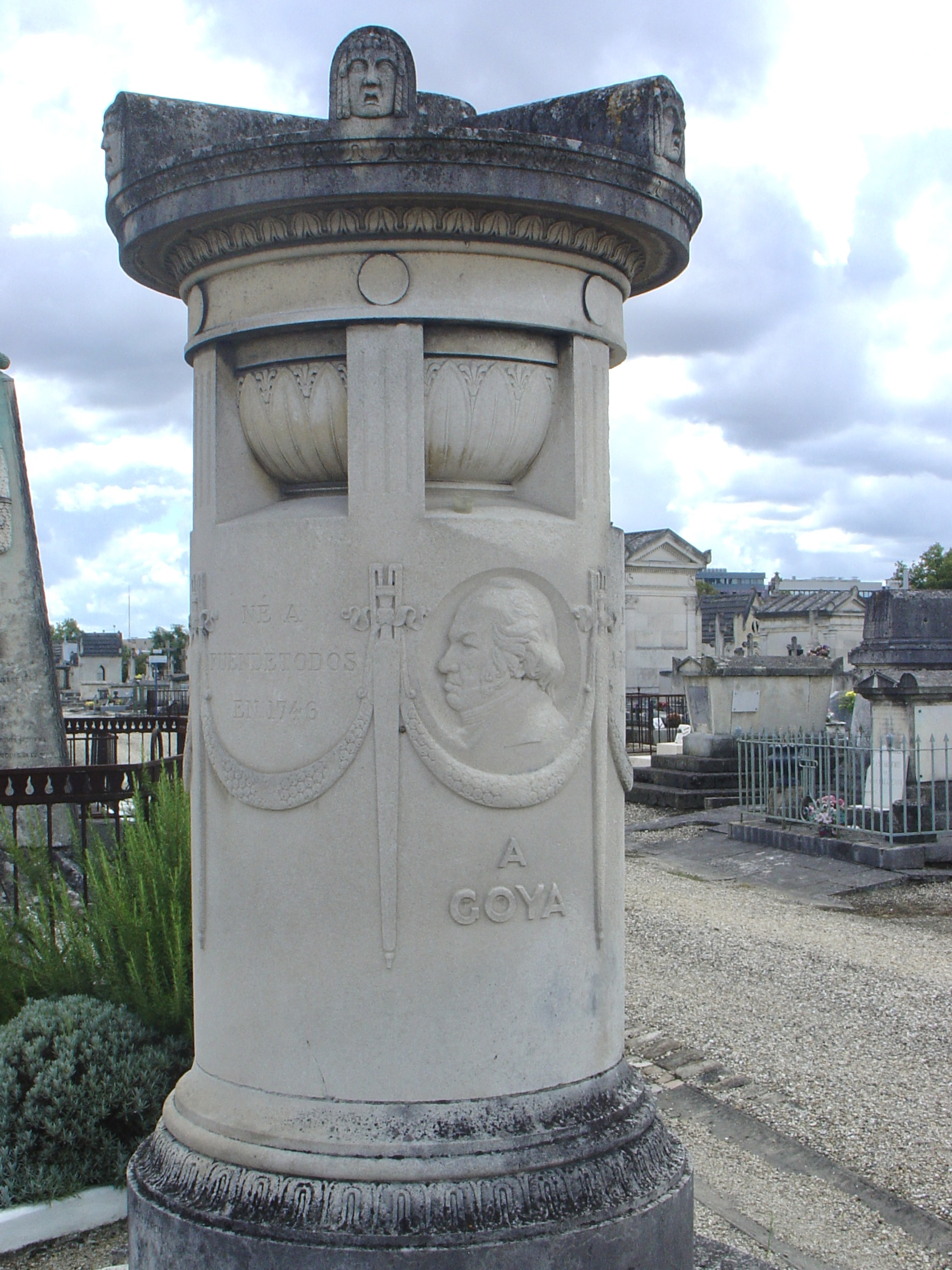
Monument à Goya.
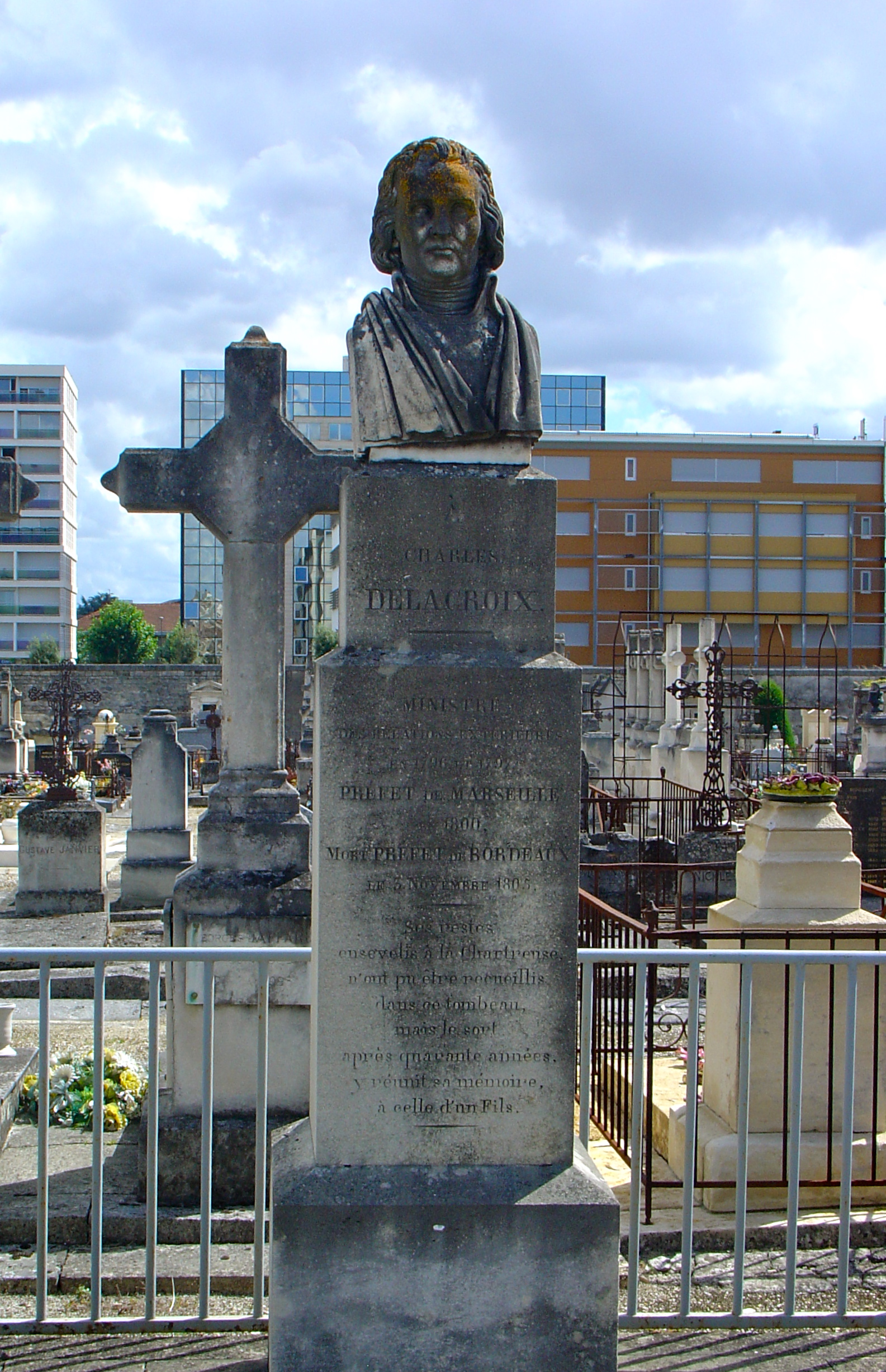
Tombe de Charles Delacroix.
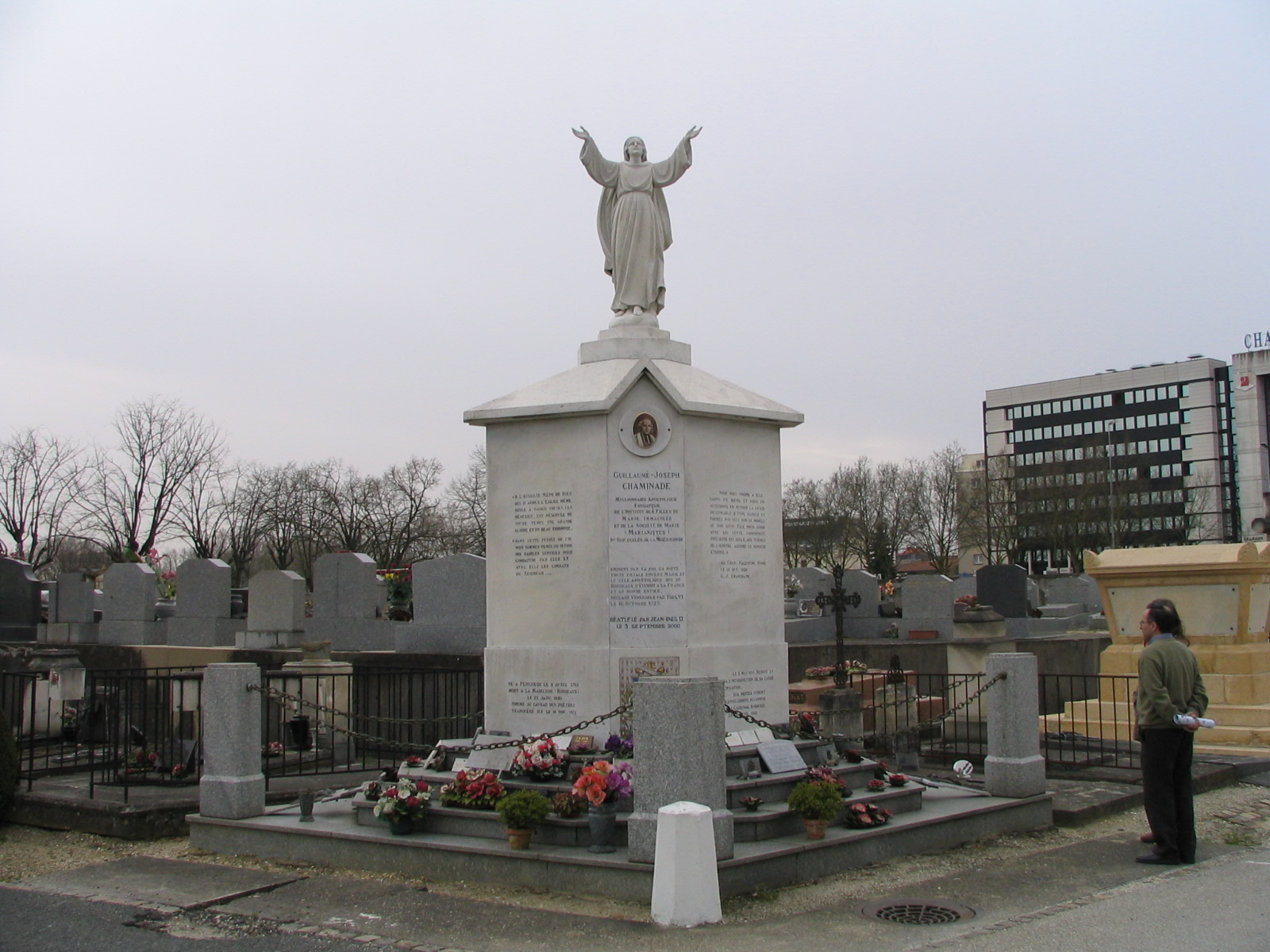
Tombe du bienheureux Guillaume-Joseph Chaminade.